# Istarska riječ
Istarska riječ, hrvatski tjednik za pouku, gospodarstvo i politiku istarskog naroda, koji je izlazio u Trstu od 11. siječnja 1923. do 10. siječnja 1929. Ukupno je tiskano 316 brojeva na 4, a prigodno na 6 stranica. Bio je jedini hrvatski tjednik pod Italijom.
Izlazio je tjedno (četvrtkom). Svaki drugi četvrtak objavljivan je literalni prilog Mali Istranin, odn. Narodni gospodar. Istarska riječ pojavila se kao rezultat kompromisa sučeljene kršćanske i liberalne struje u sklopu Pododbora za Istru Političkoga društva Edinost (Jedinstvo), koje su do tada, također u Trstu, imale svoja glasila – Pučki prijatelj i Staru Našu slogu. Kao izdavači bili su naznačeni Stojan Brajša i Ivan Stari do listopada 1923., a od tada do gašenja lista samo Ivan Stari. Odgovorni urednik bio je Ivan Marija Micheluzzi, ali su uređivačku politiku, usmjerenu vrlo oštro ponajprije protiv asimilatorske fašističke politike, vodili Mirko Vratović te Ante Iveša i Ive Mihovilović. Tekstovi su bili usmjereni protiv nasilne talijanizacije Hrvata i Slovenaca u Istri, pisali su protiv potalijančivanja hrvatskih osnovnih škola u Istri i dr. Zbog toga su članci bili često zaplijenjeni, pojedini brojevi zabranjeni, a suradnici lišavani slobode i zatvarani na više mjeseci. Od 10. srpnja 1924. do gašenja lista Ivan Stari bio je izdavač, direktor i odgovorni urednik. Poznatiji suradnici bili su Mirko Vratović, Ive Mihovilović, Ivan Stari, Božo Milanović i Ante Iveša, a povremeno je surađivao Mijo Mirković. Poput ostaloga hrvatskoga i slovenskoga tiska, Istarska riječ je od prve godine izlaženja bila na udaru fašističkog režima: slijedom dekreta o obveznoj dvojezičnosti od 25. listopada 1923. izlazila je istodobno na hrvatskom i talijanskom, s Vratovićevim uvodnikom Dies irae...Nakon intervencije Josipa Wilfana kod vlasti u Rimu, dekret o dvojezičnosti je povučen. Kako je posebnim dekretom od 26. veljače 1928. određeno da novine smiju uređivati samo članovi fašističkog novinarskog sindikata, početkom 1929. ugašene su sve slovenske i hrvatske novine, pa tako i Istarska riječ.
Ugašene su sve hrvatske i slovenske novine u Istri i u drugim dijelovima Julijske krajine, ondašnje talijanske pokrajine Venezia Giulia . Uredništvo Istarske riječi bilo je 1923–28. izdavač istarskih narodnih kalendara Jurina i Franina, 1924. Istarskih narodnih pjesama, 1928. pripovijesti Ernesta Radetića Kad se užge mlada krv i dr. poučnih publikacija, priređenih u tiskari Edinosti u Trstu.